# Deutsche Para-Eishockey Liga 2021/22
Die Saison 2021/22 war die 21. Spielzeit der Deutschen Para-Eishockey Liga. Die Saison startete am 19. Februar 2022 und endete am 27. März 2022. Aufgrund der Covid-19-Pandemie konnte die Saison 2020/21 nicht ausgetragen werden. Die Saison 2021/22 begann mit großer Verspätung und wurde innerhalb von zwei Monaten ausgetragen. Die Dresdner Eislöwen gewannen die Meisterschaft, die sie auch bei der letzten Austragung 2020 als Teil einer Spielgemeinschaft gewonnen hatten.

## Teilnehmer
An der Liga nahmen fünf Mannschaften teil. Die Dresdner Eislöwen traten allein an und nicht mehr in einer Spielgemeinschaft mit den ESV Dachau Woodpeckers.
- SG Berlin/Freiburg (Para-Eishockey Club Berlin, EHC Freiburg)
- Weserstars Bremen
- Dresdner Eislöwen Sledge
- ERC Hannover Ice Lions
- Wiehl Penguins

## Modus
Die teilnehmenden Mannschaften trugen eine Einfachrunde aus, in der jeder zweimal gegen jeden spielen sollte. Für einen Sieg gab es drei Punkte. Bei einem Unentschieden folgte ein Penaltyschießen. Der Sieger des Penaltyschießens erhielt zwei Punkte, der unterlegenen Mannschaft wurde ein Zähler gutgeschrieben. 
Die Spiele wurden an vier Wochenenden in Dachau, Wiehl, Berlin und Bremen ausgetragen. Außer den Dresdnern absolvierte keine Mannschaft alle acht Spiele. Da Dresden aber alle seine Spiele gewann, war die Meisterschaft entschieden.

## Abschlusstabelle
Abkürzungen: Sp = Spiele, S = Siege, SnP = Siege nach Penaltyschießen, NnP = Niederlage nach Penaltyschießen, N = Niederlagen, Pkt = Punkte
|    |                          | Sp | S | SnP | NnP | N | Tore   | Pkt |
| -- | ------------------------ | -- | - | --- | --- | - | ------ | --- |
| 1. | Dresdner Eislöwen Sledge | 8  | 8 | 0   | 0   | 0 | 102:07 | 24  |
| 2. | ERC Hannover Ice Lions   | 6  | 4 | 0   | 0   | 2 | 032:18 | 12  |
| 3. | Weserstars Bremen        | 6  | 1 | 0   | 0   | 5 | 025:36 | 3   |
| 4. | Wiehl Penguins           | 5  | 1 | 0   | 0   | 4 | 08:38  | 3   |
| 5. | SG Berlin/Freiburg       | 5  | 1 | 0   | 0   | 5 | 05:73  | 3   |